# Godfrey Lowell Cabot

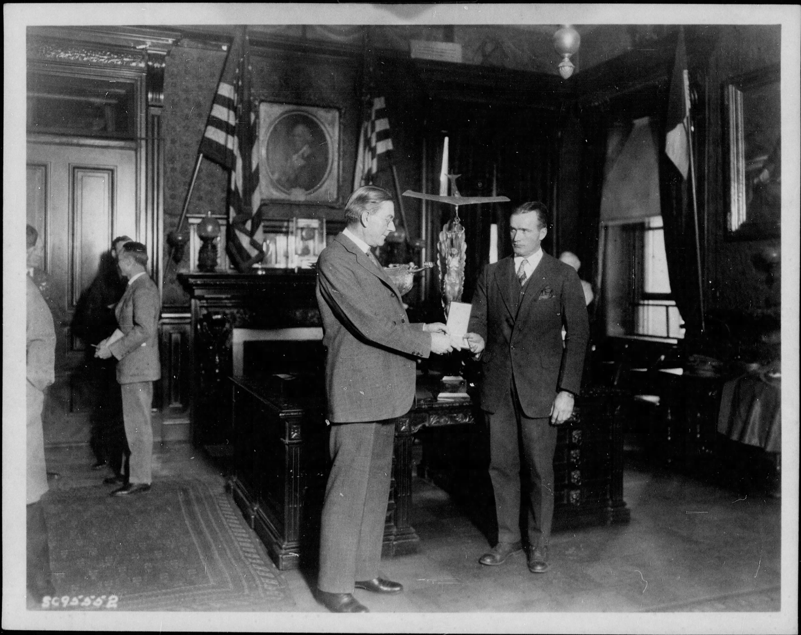
Godfrey Lowell Cabot (links) mit dem amerikanischen Marineminister (1926)

Godfrey Lowell Cabot (* 26. Februar 1861 in Boston; † 2. November 1962 ebenda) war ein US-amerikanischer Unternehmer.

## Leben
Seine Eltern waren Hannah Lowell Jackson und Samuel Cabot III, ein Arzt. Die Familie der Mutter Lowell gehört zu den Brahmanen von Boston.
Godfrey Lowell Cabot gründete 1882 die Godfrey L. Cabot, Inc., welche 1890 die viert höchste Produktionskapazität für Ruß in den USA hatte.
Die Godfrey L. Cabot, Inc. hielt ausgedehntes Landeigentum teilweise mit Erdöl- und Erdgasvorkommen und anderen Bodenschätzen, eine Pipeline von 1600 km Länge.
Das weltweit operierende Unternehmen unterhielt sieben Filialen mit drei Erdgasraffinerien sowie eine eigene Forschungs- und Entwicklungsabteilung.
In den 1930er Jahren förderte er am Massachusetts Institute of Technology Solar-Forschung. Damit wurde an der Photovoltaik, Thermoelektrizität und Solarhäusern geforscht. Mit 615.773 USD förderte er die Maria Moors Cabot Foundation for Botanical Research, lobte den jährlich von der Columbia University Graduate School of Journalism vergebenen Maria Moors Cabot prize für Journalismus aus und stiftete Professuren.
Die Godfrey Lowell Cabot Science Library am Science Center der Harvard University wurde nach ihm benannt. Godfrey Lowell Cabot graduierte 1882. Er wurde Mitglied der Watch and Ward Society und leitete sie in den 1920er und 1930er Jahren. Die Gesellschaft prägte das kulturelle Leben in Boston.

### The Boston Toast
Seinen Glaube an seine Prädestination, welcher in der Watch and Ward Society zum Programm einer fundamentalistischen Gesellschaft wurde, erklärt das Lied „The Boston Toast“ von John Collins Bossidy:
| Original | Übersetzung |
| --- | --- |
| "And this is good old Boston, the home of the bean and the cod, where the Lowells talk to the Cabots, and the Cabots talk only to God." | "Und das ist das gute alte Boston, die Heimat der Bohne und des Kabeljau, wo die Lowells mit den Cabots sprechen, und die Cabots nur mit Gott." |

## Mitgliedschaft
1941 wurde Cabot in die American Academy of Arts and Sciences gewählt.